# Royal Society of Literature
De Royal Society of Literature (vertaald: Koninklijk Genootschap voor Literatuur) is een academische organisatie in het Verenigd Koninkrijk.
De RSL werd in 1820 opgericht door de Britse koning George IV. De eerste voorzitter was bisschop Thomas Burgess.

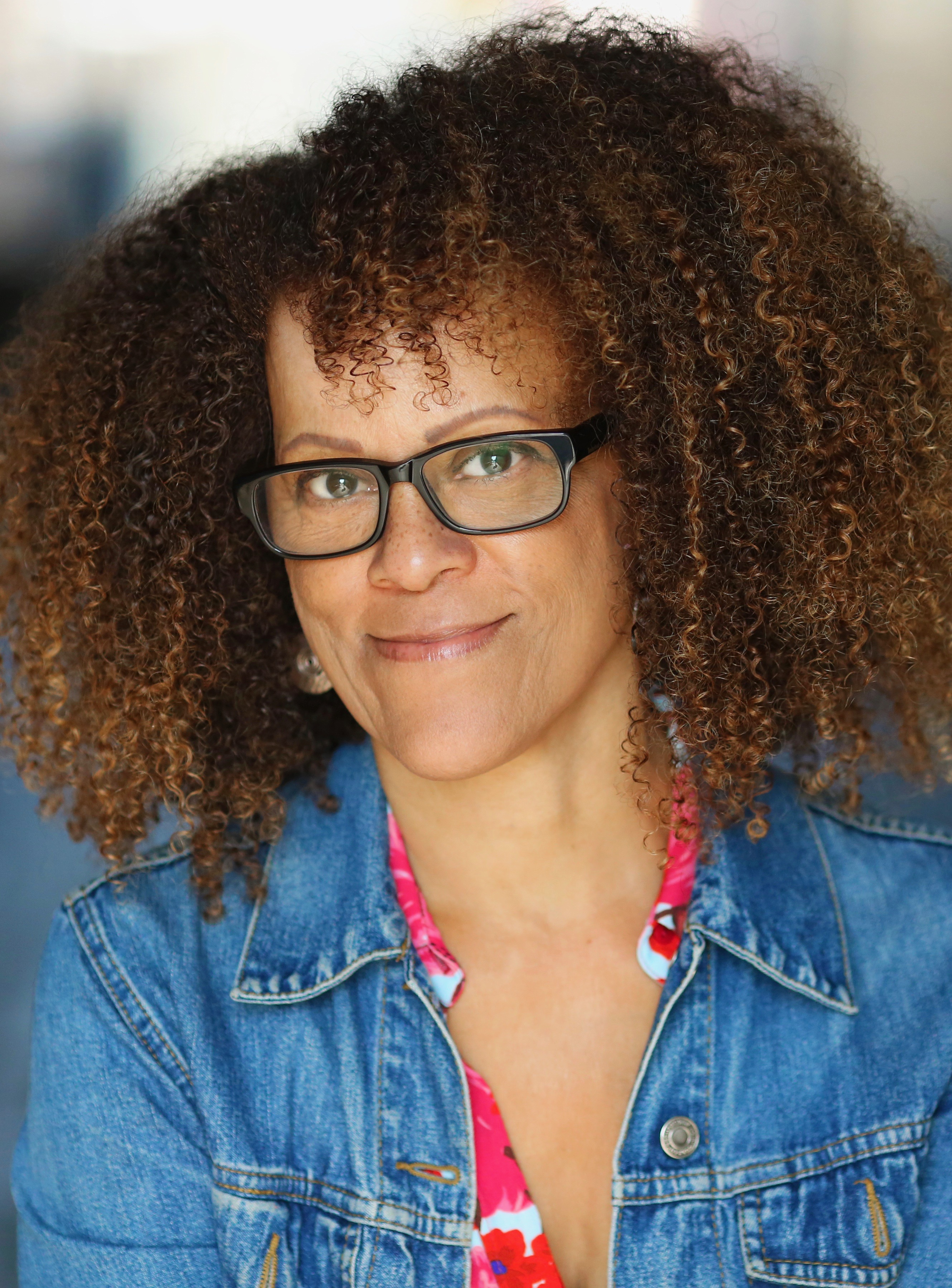
Bernardine Evaristo, president sinds 2022

De RSL is gevestigd in Somerset House, aan Strand in Londen. De president is sinds 2022 de schrijfster Bernardine Evaristo (1959). Jaarlijks worden enkele literaire prijzen uitgereikt. De vereniging geeft elk jaar een eigen tijdschrift uit, The Royal Society of Literature Review.

## Fellows
De Royal Society of Literature heeft ongeveer 500 leden, fellows genoemd. Zij kunnen de letters FRSL achter hun naam plaatsen.
Het is de bedoeling de meest toonaangevende schrijvers in de Royal Society Literature op te nemen.
Vooraanstaande fellows zijn of waren onder meer Margaret Atwood, Karen Armstrong, Alan Ayckbourn, William Boyd, Richard Dawkins, J.K. Rowling, Aminatta Forna, A.S. Byatt, Hilary Mantel, Andrew Motion, V.S. Naipaul, Redmond O'Hanlon, Michael Ondaatje, Philip Pullman, Salman Rushdie, Kazuo Ishiguro, Zadie Smith, Simon Sebag Montefiore, Abdulrazak Gurnah, Angus Wilson (president 1982-1988), Roy Jenkins (president 1988-2003), Colin Thubron (president 2010-2017) en Marina Warner (president 2017-2021).
In 2023 werden 62 nieuwe fellows bekendgemaakt. Tijdens de ceremonie benadrukte Evaristo dat de Royal Society of Literature wil verbreden en een organisatie wil worden voor alle schrijvers. Tot de nieuwe fellows behoren onder anderen Joseph Coelho en Patrick Ness.